# 曼科·印卡·尤潘基
曼科·印卡·尤潘基（西班牙語：Manco Inca Yupanqui；1516年—1544年）又稱曼科·卡帕克二世（西班牙語：Manco Cápac II），是印加人的第15代薩帕·印卡（皇帝）。1533年至1544年在位，新印加王国的建立者。
曼科是瓦伊納·卡帕克的一個兒子，也是圖帕克·瓦爾帕的弟弟。圖帕克被皮薩羅立為傀儡皇帝，但不久後便死於天花。幾乎所有印加王族都已死去，曼科來到卡哈马卡會見弗朗西斯科·皮萨罗和迭戈·德·阿爾馬格羅，與西班牙人談判，並被承認為印加統治者。1534年，在皮薩羅的主持下，曼科在庫斯科正式加冕。他並沒有意識到西班牙人利用他做傀儡皇帝，以達成征服其國家和人民的目的。
最初，曼科與西班牙人合作，對待他們非常友善，把黃金財寶和女人送給他們做禮物。然而法蘭西斯克·皮薩羅和迭戈·德·阿爾馬格羅分別前去探查秘魯的北部和南部，皮薩羅將他的弟弟貢薩洛、胡安、埃爾南多三人留下駐守庫斯科。
皮薩羅三兄弟虐待曼科，忍無可忍的曼科在1535年12月試圖逃跑，不過失敗了。曼科被俘虜並投入監獄，印加人對法理上的領袖被投入監獄感到震驚。兩個月之後，為討好印加人，西班牙殖民者又將他放了出來。1536年4月18日，曼科以前去尤卡伊山谷參加宗教儀式和為西班牙人找回黃金製品為名義，成功獲准離開庫斯科。
為了從西班牙殖民者手裡奪回帝國，曼科糾集了一支二十萬人的印加大軍（部分史料聲稱此數目被嚴重誇大）。他試圖從法蘭西斯克·皮薩羅和迭戈·德·阿爾馬格羅的不和之中獲益，包圍了庫斯科，要將西班牙殖民者驅逐出去。這次圍城歷經十個月，雖然印加大軍曾在短暫的幾天裡幾乎攻破城池，但最終徹底失敗了。許多印加士兵在染上天花並死去。殘存的部隊退往附近的奧揚泰坦博。在那裡，曼科成功擊退了西班牙殖民者和印加叛徒的數次進攻。不過奧揚泰坦博附近缺乏耕地，印加部隊缺乏糧食，曼科在此處的處境不容樂觀。
1536年至1537年之間，曼科拆分了他的部隊，以三萬大軍攻打法蘭西斯克·皮薩羅駐紮的利馬要塞，試圖以此將西班牙侵略者驅逐出去。攻打利馬的部隊由曼科的兄弟基佐·尤潘基（Quizo Yupanqui）率領，擊敗了皮薩羅派去支援庫斯科的四隊遠征隊，殺死大約500名西班牙人和數千名印地安盟軍，並將少數西班牙囚犯送往奧揚泰坦博。得知這個消息後，第五隊遠征隊決定撤回。在利馬，基佐遭遇300名西班牙士兵和二萬人以上的印加叛軍。印加部隊無險可守，西班牙人及其盟友的數目則越來越多。基佐發起攻擊，迫近了利馬的主廣場，但兵敗陣亡。此戰之後，皮薩羅的支持者阿隆索·德·阿爾瓦拉多發起進攻，經歷數次戰敗和多次勝利之後成功抵達阿班凱。在那裡，阿爾瓦拉多遭到阿爾馬格羅支持者的攻擊，戰敗被俘。
曼科率印加部隊拋棄了奧揚泰坦博，退往維特科斯，最後來到地處遙遠的熱帶雨林之間的比爾卡班巴。此後，這裡便是印加人的首都，直到1572年圖帕克·阿馬魯被俘為止。曼科繼續襲擊西班牙人最重要的盟友萬卡人，打了數次殘酷的勝仗。在經過數次戰敗之後，將疆域擴張至今日玻利維亞高原一帶。在曼科退卻之後，西班牙殖民者在庫斯科另立他的同父異母兄弟保柳·印卡做傀儡皇帝。西班牙的盟友卡尼亞利人在1539年抓獲了曼科的妹妹兼妻子庫拉·奧克略，將其多次拷打、輪奸之後，用長矛殘忍地肢解處死，將她的屍體放置在一個籃子裡順流而下，送入比爾卡班巴的山中。
曼科據守比爾卡班巴一帶發起許多次遊擊戰。阿爾馬格羅在西班牙人的內訌中失敗被殺，曼科給予阿爾馬格羅的支持者庇護。不過這些受他庇護的西班牙人希望他去死，並在1544年將他謀殺。其子塞里·圖帕克繼位。
曼科·印卡有數名兒子，比較知名的有塞里·圖帕克、蒂圖·庫西和圖帕克·阿馬魯。
| 統治者頭銜             | 統治者頭銜              | 統治者頭銜                              |
| ---------------------- | ----------------------- | --------------------------------------- |
| 前任者： 圖帕克·瓦爾帕 | 薩帕·印卡 1533年—1544年 | 繼任者： 保柳·印卡 （統治庫斯科）       |
| 前任者： 圖帕克·瓦爾帕 | 薩帕·印卡 1533年—1544年 | 繼任者： 塞里·圖帕克 （統治比爾卡班巴） |